# Shunsuke Nakamura
Shunsuke Nakamura (中村俊輔, Nakamura Shunsuke) és un jugador professional de futbol japonès nascut el 24 de juny de 1978 a Yokohama, Japó. El seu equip actual és el Yokohama F. Marinos.

## Trajectòria
Juga de migcampista ofensiu i va debutar professionalment al Yokohama Marinos. Després de participar entre 2002 i 2005 a la Serie A itàliana amb el Reggina Calcio, va jugar al Celtic de Glasgow fins al 2009, quan va fitxar per l'Espanyol. El 26 de febrer del 2010 va ser traspassat d'equip després que el tècnic espanyolista Mauricio Pochettino va afirmar que "Existeix un problema de comunicació i adaptació". Després va ser traspassat al Yokohama F. Marinos per 1.2 milions d'euros.

### Internacional
Amb la selecció de futbol del Japó va guanyar la Copa Asiàtica el 2000 i el 2004, a més de participar en la Copa Mundial de Futbol de 2006 i les Copa Confederacions 2003 i 2005.

## Clubs
| Club                | País    | Any         |
| ------------------- | ------- | ----------- |
| Yokohama Marinos    | Japó    | 1997 - 2002 |
| Reggina Calcio      | Itàlia  | 2002 - 2005 |
| Celtic FC           | Escòcia | 2005 - 2009 |
| RCD Espanyol        | Espanya | 2009 - 2010 |
| Yokohama F. Marinos | Japó    | 2010 - 2017 |
| Júbilo Iwata        | Japó    | 2017 - 2019 |
| Yokohama FC         | Japó    | 2019 -      |

## Selecció del Japó
Sub 20

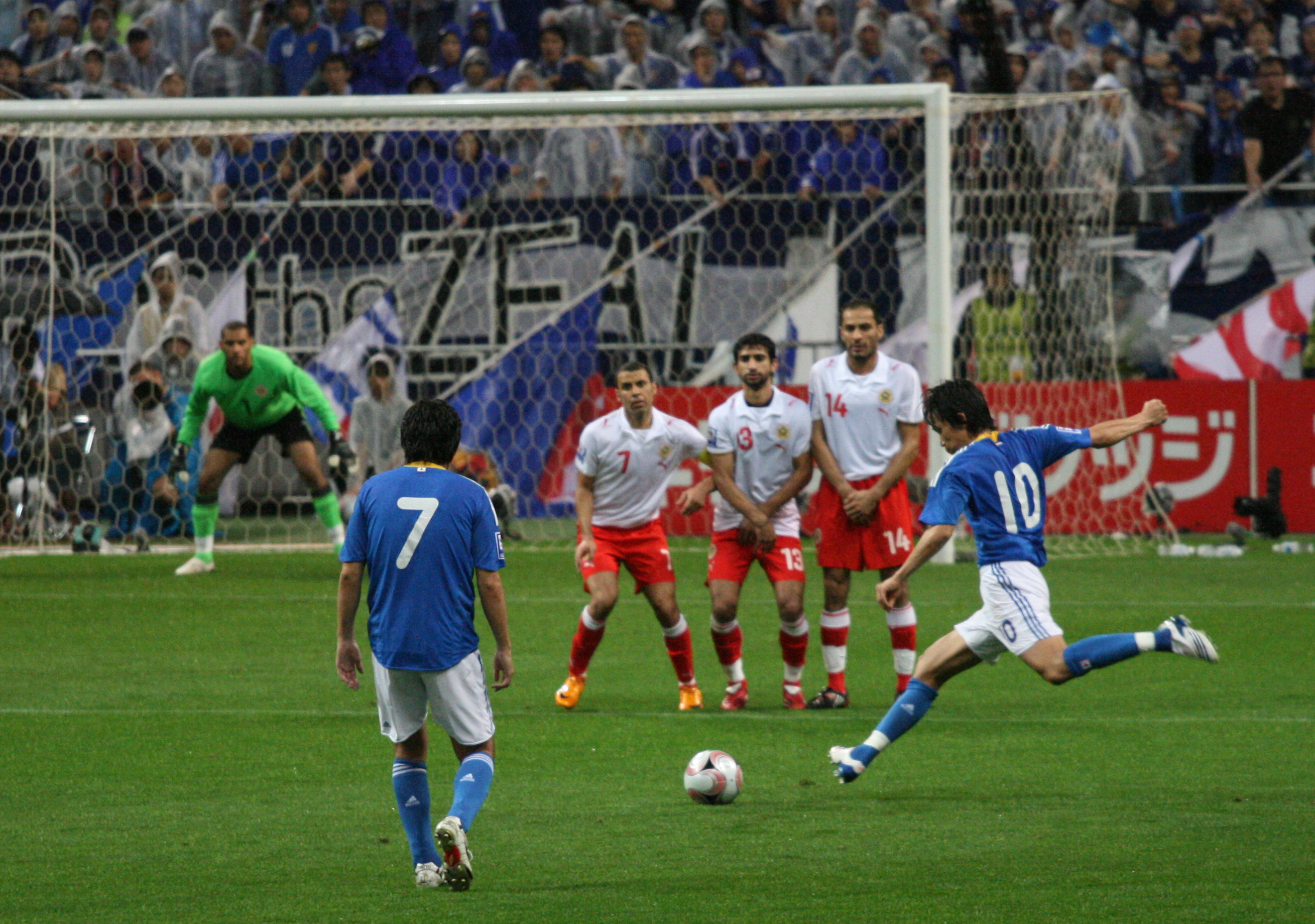
Nakamura llençant un cop franc amb la selecció del Japó.

- Copa Asiàtica Juvenil 1996 (semifinals)
- Copa del Món de Futbol Juvenil 1997 (quarts de final)

Sub 23
- Jocs Olímpics de Sydney 2000 (quarts de final)

Absoluta
- Copa d'Àsia de futbol de 2000 (Campió)
- Copa Confederacions 2003
- Copa d'Àsia de futbol de 2004 (Campió)
- Copa Confederacions 2005
- Copa del Món de Futbol de 2006
- Copa d'Àsia de futbol de 2007
- Copa del Món de Futbol de 2010

## Palmarès

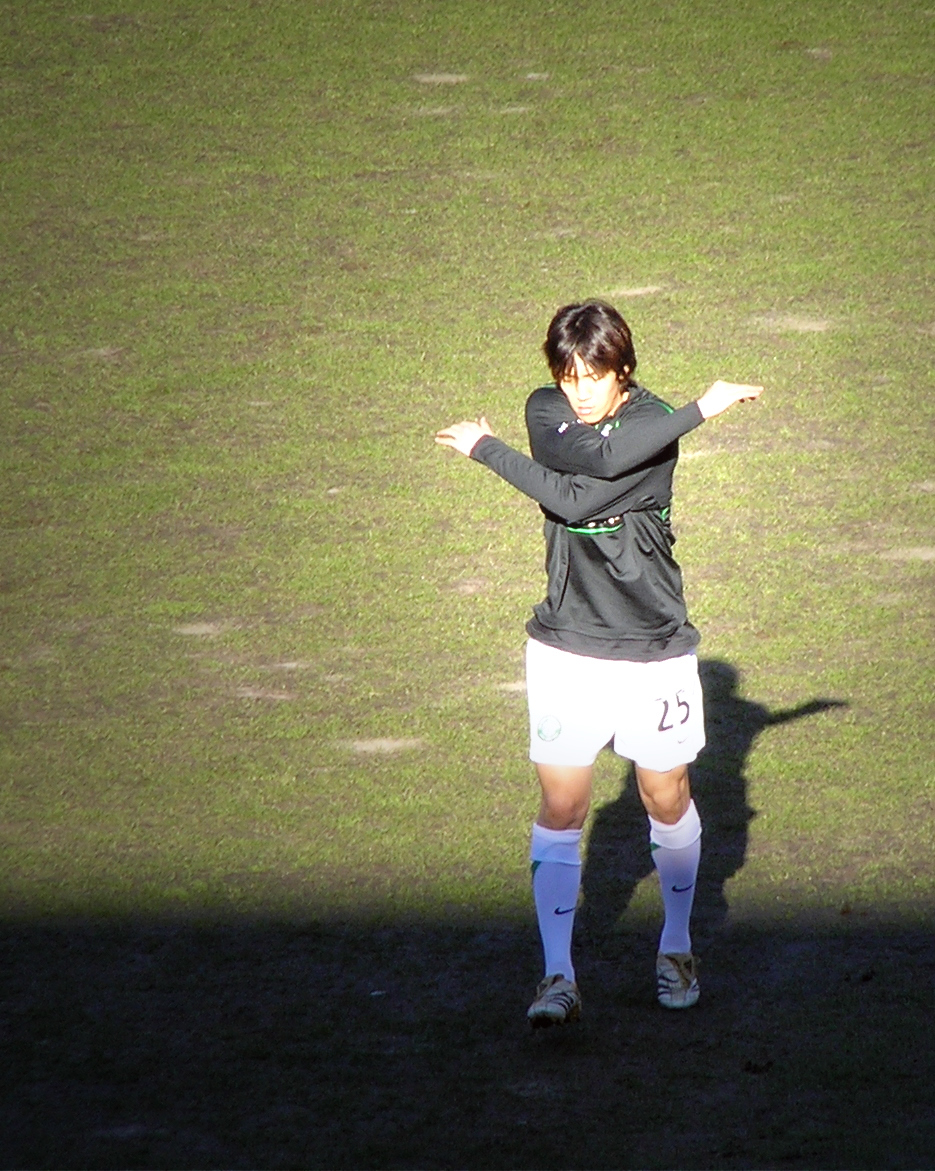
Nakamura escalfant amb el Celtic FC el 2005.

### Torneigs nacionals
- Copa J. League: 2001.
- Premier league escocesa: 2006, 2007, 2008.
- Copa de la lliga escocesa: 2006, 2009.
- Copa de l'Emperador: 2013.

### Torneigs internacionals
- Copa Asiàtica: 2000 i 2004.

### Guardons individuals
- 1999 Millors Onze de la J. League.
- 2000 Millor jugador de l'any i Millors Onze de la J. League.
- 2000 Millors Onze de la Copa Asiàtica 2000.
- 2003 Premi Bota de bronze en la Copa Confederacions 2003.
- 2004 Millors Onze i millor jugador del torneig Copa Asiàtica 2004.
- 2007 Millor jugador de l'any i Millor gol de la Lliga escocesa de futbol.
- 2013 Millor jugador de l'any i Millors Onze de la J. League.